# عبد العزيز كامارا
عبد العزيز كامارا (بالفرنسية: Abdelaziz Kamara)‏ هو لاعب كرة قدم موريتاني وفرنسي في مركز الدفاع، ولد في 10 أبريل 1984 في سان دوني في فرنسا. شارك مع منتخب فرنسا تحت 16 سنة لكرة القدم ومنتخب فرنسا تحت 18 سنة لكرة القدم ومنتخب فرنسا تحت 19 سنة لكرة القدم ومنتخب موريتانيا لكرة القدم. أما مع النوادي، فقد لعب مع نادي سانت إتيان ونادي شاتورو ونادي فارول كونستانتسا ونادي نيون.

## وصلات خارجية
- عبد العزيز كامارا على موقع الاتحاد الدولي (مؤرشف)  (الإنجليزية)
- عبد العزيز كامارا على موقع قاعدة بيانات كرة القدم.إي يو (الإنجليزية)
- عبد العزيز كامارا على موقع ناشيونال فوتبول تيمز (الإنجليزية)